# قطرويه
قطرويه (بالفارسية: قطرویه) هي قرية تقع في إيران في Qatruyeh District. يقدر عدد سكانها بـ 2,746 نسمة .